# Couto de Baixo
Couto de Baixo é uma localidade portuguesa do Município de Viseu que foi sede da extinta Freguesia de Couto de Baixo, freguesia que tinha 11,20 km² de área e 756 habitantes (2011), e, por isso, uma densidade populacional de 67,5 hab/km².
A Freguesia de Couto de Baixo foi extinta (agregada), no âmbito de uma reforma administrativa nacional, tendo o seu território sido agregada ao da Freguesia de Couto de Cima, para formar uma nova freguesia denominada inicialmente União das Freguesias de Couto de Baixo e Couto de Cima, tendo esta denominação sido alterada posteriormente para Coutos de Viseu em 2015.
Constituiu, em conjunto com a freguesia de Couto de Cima, os coutos de Santa Eulália. Era a cabeça deste couto e tinha, em 1801, 1 614 habitantes.

## População
| Número de habitantes | Número de habitantes | Número de habitantes | Número de habitantes | Número de habitantes | Número de habitantes | Número de habitantes | Número de habitantes | Número de habitantes | Número de habitantes | Número de habitantes | Número de habitantes | Número de habitantes | Número de habitantes | Número de habitantes |
| -------------------- | -------------------- | -------------------- | -------------------- | -------------------- | -------------------- | -------------------- | -------------------- | -------------------- | -------------------- | -------------------- | -------------------- | -------------------- | -------------------- | -------------------- |
| 1864                 | 1878                 | 1890                 | 1900                 | 1911                 | 1920                 | 1930                 | 1940                 | 1950                 | 1960                 | 1970                 | 1981                 | 1991                 | 2001                 | 2011                 |
| 961                  | 986                  | 992                  | 967                  | 1 036                | 939                  | 1 005                | 1 043                | 1 098                | 1 116                | 900                  | 883                  | 881                  | 780                  | 756                  |

## Património
- Pelourinho de Couto de Baixo